# La Campana, Joquicingo
La Campana är ett samhälle i kommunen Joquicingo i delstaten Mexiko i Mexiko. Orten hade 125 invånare vid folkräkningen år 2010.